# Вальрам фон Юліх
Вальрам (Валеран) фон Юліх (нім. Walram von Jülich; бл. 1304 — Париж,  14 серпня 1349) — церковний і державний діяч Священної Римської імперії, 41-й архієпископ Кельна і 13-й герцог Вестфалії в 1332—1349 роках.

## Життєпис
Походив з роду Генґебахів. Четвертий син Герхарда V, графа Юліха, та Єлизавети Арсхотської. Народився близько 1304 року. З 1316 до 1320 року навчався в університетах Орлеану і Парижу. 1327 року завдяки зусиллям його батька призначається каноніком Кельнського собору. 1328 року обирається пробстом базиліки святого Серватія в Маастрихту, 1329 року пробстом кафедрального собору Св. Ламберта в Льєжі.
1332 року брат Вальрама — Вільгельм V, граф Юліха — витратив величезні гроші, щоб забезпечити обрання архієпископом Кельнським в протистоянні з Адольфом II де Ламарком, єпископом Льєжа. При цьому Вільгельм V спирався на допомогу папи римського Івана XXII. Після цього Вальрам перебрався з Парижу до Бонну.
1334 року заснував картезіанський монастир Святого Барба. Спрямував зусилля на відновлення мирних стосунків з сусідами. Це вдалося відносно графства Юліх. Але виник конфлікт з Адольфом II, графом Марка, який 1337 року зробив сестру абатисою Ессенського монастиря. Спирався на міста, відновивши зокрема Менден з новим укріпленнями, якому 1344 року надав міські привілеї.
1345 року Вальраму фон Юліху вдалося приборкати амбіції графа Марки. 1346 року віддав голос за обрання королем Карла Люксембурга, якого слідом за цим коронував в Бонні. Натомість отримав гроші, на які придбав володіння, округливши землі Кельнського курфюрства. Але конфлікти з графством Марк виникали знову в 1347 і 1349 роках.
Ці конфлікти спустошили скарбницю арїєпископства, внаслідок чого капітул зобов'язав Кельнського архієпископа без його згоди не приймати фінансові та зовнішньополітичні рішення. 1347 року архієпископ передав керування фінансами Райнгарду фон Шенау. Невдовзі після цього уклав новий договір про дружбу з магистратом Кельна.
В подальшому зосередився на розбудові міст та оздоблюванні церков і монастирів. Так, подарував кларисинському монастирю Св. Клари в Кельні вікна з вітражами, де зображено було бабусю архієпископа. Водночас розпочав нову адміністративнну реформу. поділивши архієпископство і Вестфалію на округи (амти). 
1349 року рушив до Парижу з метою вирішення фінансових питань. Тут невдовзі по прибуттю помер. Поховано в Кельнському соборі. Новим архієпископом було обрано секретаря померлого Вільгельма ван Геннепа.